# 오치아이 리쿠
오치아이 리쿠(일본어: 落合 陸, 1999년 5월 23일~)는 일본의 축구 선수이다.

## 구단 경력
그는 2018년 일본 지역 리그의 본즈 이치하라에 입단했다. 2019년부터 2022년까지 도쿄 국제대학에서 활동했다. 2022년 J1리그의 가시와 레이솔로 입단했다. 2024년 J2리그의 미토 홀리호크로 이적했다. 2025년 J1리그의 알비렉스 니가타로 이적했다.